# Lecco
Lecco é uma comuna italiana da região da Lombardia, província de Lecco, com cerca de 45.507 habitantes. Estende-se por uma área de 45 km², tendo uma densidade populacional de 1011 hab/km². Faz fronteira com Abbadia Lariana, Ballabio, Brumano (BG), Erve, Galbiate, Garlate, Malgrate, Mandello del Lario, Morterone, Pescate, Valmadrera, Vercurago.
A cidade è muito conhecida por ser um dos lugares da ambientação dos Noivos de Alessandro Manzoni.

## Bairros
Acquate, Belledo, Bonacina, Castello, Chiuso, Germanedo, Laorca, Maggianico, Malavedo, Olate, Pescarenico, Rancio, San Giovanni, Santo Stefano

## Outras imagens

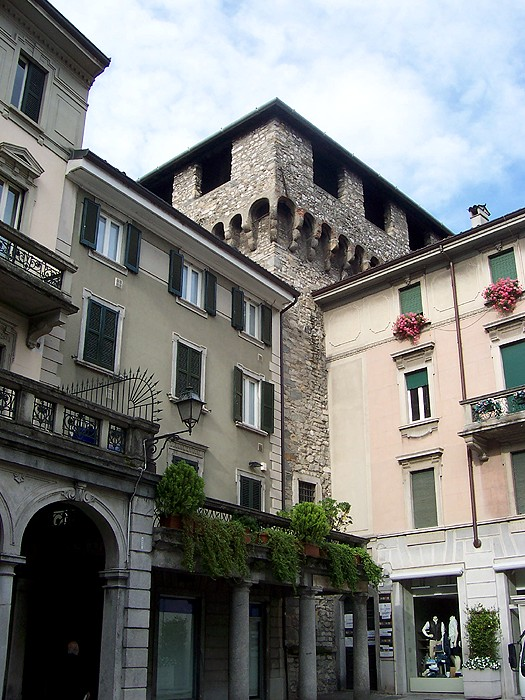
A Torre Viscontea
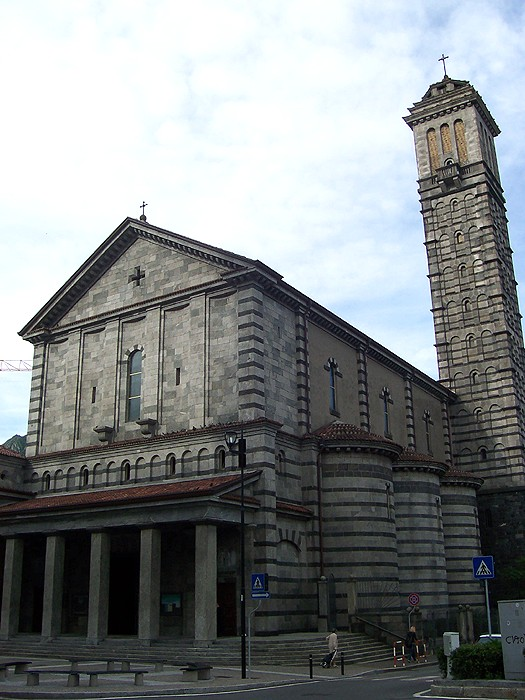
Basilica de Nossa Senhora da Vitória
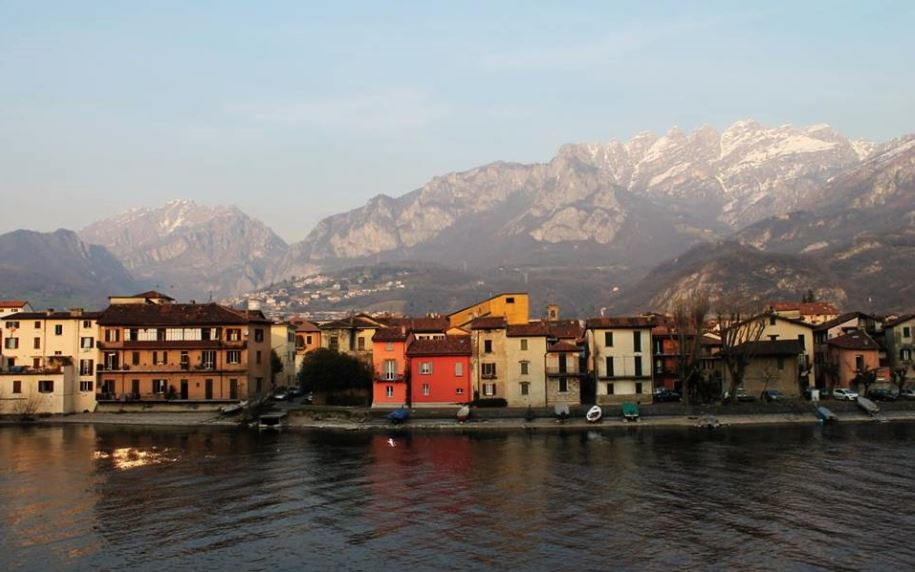
Panorama de Pescarenico

## Demografia
| Variação demográfica do município entre 1861 e 2011                               |
|                                                                                   |
| Fonte: Istituto Nazionale di Statistica (ISTAT) - Elaboração gráfica da Wikipedia |